# L'accusa del passato
L'accusa del passato (El pasado te acusa) è un film del 1958 diretto da Lionello De Felice.

## Trama
Diego e Jeanette si sono appena sposati senza avvisare nessuno e si recano su un'isola delle Baleari per la luna di miele. Qui però già sono arrivati gli amici di Diego che avevano scoperto quasi per caso del suo matrimonio e sono decisi a festeggiare la coppia. Quella stessa notte uno degli amici Andres scompare e quando viene ritrovato cadavere in fondo al mare viene chiamata la polizia. Il commissario indaga scoprendo molti segreti che gli amici di Diego nascondono e con l'aiuto della sposa smaschererà facilmente il colpevole.

## Riprese
Il film è stato girato interamente negli studi della Sevilla Films di Madrid mentre gli esterni a Lloret De Mar in Costa Brava. L'italiano Gino Cervi è stato doppiato nella versione spagnola da Francisco Sánchez.